# Liatris oligocephala
Liatris oligocephala là một loài thực vật có hoa trong họ Cúc. Loài này được J.R.Allison mô tả khoa học đầu tiên năm 2001.